# Monuments nationaux de Prnjavor
Cet article recense les monuments nationaux situés sur le territoire de la municipalité de Prnjavor en Bosnie-Herzégovine et dans la république serbe de Bosnie. La liste établie par la Commission pour la protection des monuments nationaux compte 2 monuments nationaux inscrits sur la liste principale et 5 monuments inscrits sur une liste provisoire.

## Monuments nationaux
| Monument                                                    | Localité   | Géolocalisation | Datation                | Commentaire éventuel                                               | Photo |
| ----------------------------------------------------------- | ---------- | --------------- | ----------------------- | ------------------------------------------------------------------ | ----- |
| Cimetière de la mosquée de Prnjavor (Harem Gradske džamije) | Prnjavor   |                 | À partir du XIXe siècle |                                                                    |       |
| Église Saint-Pierre-et-Saint-Paul de Palačkovci             | Palačkovci |                 | 1843                    | Église orthodoxe serbe ; église en bois ; avec ses biens mobiliers |       |

## Liste provisoire
| Monument                                   | Localité | Géolocalisation | Datation | Commentaire éventuel | Photo |
| ------------------------------------------ | -------- | --------------- | -------- | -------------------- | ----- |
| Église Saint-Georges de Prnjavor           | Prnjavor |                 |          |                      |       |
| Église de Doline                           | Doline   |                 |          | Église catholique    |       |
| Église de Drenova                          | Drenova  |                 |          | Église catholique    |       |
| Bâtiment de la municipalité de Prnjavor    | Prnjavor |                 |          |                      |       |
| Église Saint-Antoine-de-Padoue de Prnjavor | Prnjavor |                 |          | Église catholique    |       |